# Tjärnmyrtjärnen (Bodums socken, Ångermanland, 710390-153833)
Tjärnmyrtjärnen är en sjö i Strömsunds kommun i Ångermanland och ingår i Ångermanälvens huvudavrinningsområde. Sjön har en area på 0,0523 kvadratkilometer och ligger 325,9 meter över havet.

## Delavrinningsområde
Tjärnmyrtjärnen ingår i det delavrinningsområde (710417-153812) som SMHI kallar för Inloppet i Tannsjön. Medelhöjden är 350 meter över havet och ytan är 2,54 kvadratkilometer. Räknas de 5 avrinningsområdena uppströms in blir den ackumulerade arean 39,83 kvadratkilometer. Tannån som avvattnar avrinningsområdet har biflödesordning 4, vilket innebär att vattnet flödar genom totalt 4 vattendrag innan det når havet efter 197 kilometer. Avrinningsområdet består mestadels av skog (58 procent) och sankmarker (25 procent). Avrinningsområdet har 0,05 kvadratkilometer vattenytor vilket ger det en sjöprocent på 2 procent.